# Columnea reticulata
Columnea reticulata là một loài thực vật có hoa trong họ Tai voi. Loài này được M.Amaya & al. mô tả khoa học đầu tiên năm 2000.